# قره‌بلاغ (فسا)
قره‌بلاغ به معنی چشمه بزرگ شهری است در بخش ششده و قره‌بلاغ شهرستان فسا استان فارس در جنوب غرب ایران و شرق استان فارس.

## جمعیت
این شهر در بخش ششده و قره‌بلاغ بوده و جمعیت آن بر پایه سرشماری سال ۱۳۹۵ برابر با ۶،۷۷۲ تن است.

## موقعیت جغرافیایی
این شهر در ۵۵ کیلومتری شهرستان فسا در جنوب شرقی استان فارس قرار دارد. قره‌بلاغ را به دشت/چشمه سیاه ترجمه می‌کنند.
عمده جمعیت این شهر را ترک‌زبانان تشکیل می‌دهند. مردم این شهر عمدتاً از طریق کشاورزی زندگی خود را می‌گذرانند. زمین‌های کشاورزی این شهر حاصلخیز بوده، محصولات کشاورزی کشت‌شده در این شهر عبارتند از گندم، ذرت، جو، گوجه و انواع صیفی‌جات، عمده محصولات کشاورزی این شهر به کشورهای حوزه خلیج فارس صادر می‌شوند. 

## پیشینه
در سال ۱۳۹۰ با پیگیری محمدحسن دوگانی نمایندۀ فسا در مجلس شورای اسلامی و با تصویب وزیران عضو کمیسیون سیاسی و دفاعی و بنا به پیشنهاد وزارت کشور، روستاهای حسین‌آباد جرغه و بیگ اینالو پس از تجمیع با روستای دوگان سفلی و دوگان علیا به شهر تبدیل و به عنوان شهر قره‌بلاغ شناخته شدند.
شهرداری قره بلاغ در سال ۱۳۹۰ آغاز به کار کرد و پایگاه اینترنتی شهرداری قره‌بلاغ نیز از شهریور ۱۳۹۴ به بهره‌برداری رسید.